# Shaogomphus
Genre
Shaogomphus est un genre de libellules de la famille des Gomphidae (sous-ordre des Anisoptères).

## Liste des espèces
Selon Catalogue of Life (17 octobre 2020) :
- Shaogomphus lieftincki Chao, 1984
- Shaogomphus postocularis (Selys, 1869)
- Shaogomphus schmidti (Asahina, 1956)